# 劉麗惠 (臺灣媒體人)
劉麗惠（1963年10月26日—）是台灣的前資深媒體工作者，2000年代後期台視新聞的當家主播。畢業於中山女中、淡江大學大眾傳播學系，並獲國立政治大學高階經營管理（EMBA）碩士學位。現在是台灣大哥大永續暨品牌管理處副總經理及代理發言人。其夫彭武順曾任台視新聞製作人，現任公視新聞製作人。

## 經歷
- 台視新聞部記者、主播、主持人、製作人
- 台視新聞部副組長
- 台視新聞部國外編譯中心主任
- 台視宣傳組副理
- 台視公關部主任及發言人
- 台視管理部副理
- 宏觀電視節目製作中心主任、粵語主播
- 台視業務部副理
- 台視新聞部首席主播
- 台視副總經理（2009年12月31日-2014年8月14日）
- 台灣大哥大永續暨品牌管理處副總經理
- 臺北文創發言人

## 簡史
- 1988年劉麗惠進入台視新聞部，一路從記者到台視主管，是當時台視新聞在線主播中的資深人物。
- 1990年代初期，劉麗惠與李偉國共同播報《早安您好台視新聞》，並在90年代中期之後開始與戴忠仁、趙心屏等人輪播《台視晚間新聞》。
- 1997年底，戴忠仁正式接任《台視晚間新聞》平日主播，劉麗惠則開始製作與主持專題節目，並專職負責播報週末的《台視晚間新聞》。
- 1999年，劉麗惠製作、主持的節目《大社會》獲得電視金鐘獎最佳新聞性節目獎。
- 2000年之後漸淡出螢光幕，退居幕後擔任台視主管。
- 2004年，原播報《台視晚間新聞》的主播石怡潔因為發生感情糾紛事件而轉任週末主播。同年6月28日，劉麗惠與老同事李偉國共同出任《台視晚間新聞》雙主播[1]；這是《台視晚間新聞》自1989年4月以來，睽違15年由男、女主播共同擔任播報。同年10月1日，兼任台視宣傳服務小組主任的劉麗惠調升管理部代理副經理，並兼任宣傳服務小組主任。[2] 同年10月25日，蘇逸洪正式擔任《台視晚間新聞》製作人兼主播[2]，劉麗惠出任宏觀電視節目製作中心主任並播報《臺灣宏觀粵語新聞》。
- 2005年4月26日，台視核定對外正式發言人為副總經理王智應，代理發言人為時任管理部副經理的劉麗惠。[2]
- 2007年10月21日，台視因為正式民營化而精簡許多人事，在許多主播未續約的情況下，為了穩固收視率考量，擔任宣傳服務中心主任的劉麗惠受邀重返主播台擔任《台視晚間新聞》假日主播。同年11月19日，又接下《台視新聞世界報導》主播。[3]同年12月24日，原當家主播蘇逸洪請辭，劉麗惠再度擔任《台視晚間新聞》週一至週日主播。
- 2009年12月31日，台視民營化滿兩年，台視宣佈劉麗惠升任台視副總經理，接替前任副總經理胡佳君。2010年1月1日起，原《台視晚間新聞》假日主播林益如接任《台視晚間新聞》週一至週五主播。
- 出任台視副總經理後，劉麗惠主要負責為台視承攬舉行大型表演節目及頒獎典禮之工作。如2010年起播出的除夕特別節目《超級巨星紅白藝能大賞》，並連續多年擔任包括金馬獎、金鐘獎、金曲獎頒獎典禮計畫主持人與總監製之職。
- 2014年8月14日，劉麗惠擔任台灣大哥大永續暨品牌管理處副總經理及代理發言人[4]。

## 曾任主播或主持人的節目
| 年份                  | 頻道       | 節目                           | 備註                                                                           |
| 時間待查              | 台灣電視台 | 《早安您好－台視新聞》         | 與李偉國搭檔                                                                   |
| 時間待查              | 台灣電視台 | 《台視晚間新聞》               | 週末主播，與戴忠仁、葉淑芬、趙心屏輪播                                         |
| 1997/1/10─1997/11/21  | 台灣電視台 | 《台視晚間新聞》               | 與戴忠仁、葉淑芬、趙心屏輪播                                                   |
| 1997/1/9—2000/12/31   | 台灣電視台 | 《台視晚間新聞》               | 週末主播                                                                       |
| 時間待查              | 台灣電視台 | 《大社會》                     | 兼任製作人，與何日生主持                                                       |
| 時間待查              | 台灣電視台 | 《熱線新聞網》                 |                                                                                |
| 時間待查              | 台灣電視台 | 《藝文週報》                   | 與丈夫彭武順共同製作主持                                                       |
| 2000/7/7─2001/1/30    | 台灣電視台 | 《迷網e時代》                  |                                                                                |
| 2004/6/28─2004/10/24  | 台灣電視台 | 《台視晚間新聞》               | 與李偉國搭檔                                                                   |
| 2007/10/21─2007/12/16 | 台灣電視台 | 《台視晚間新聞》               | 假日主播                                                                       |
| 2007/11/19─2007/12/20 | 台灣電視台 | 《台視新聞世界報導》           |                                                                                |
| 2007/12/24─2009/12/24 | 台灣電視台 | 《台視晚間新聞》               | 週一至週日主播，2008年5月已改為週一至週五而週六、週日由林益如擔任              |
| 2009/08/15            | 台灣電視台 | 《希望不滅 八八賑災 守護家園》 | 八八水災賑災特別節目，該日18時至20時現場直播，與劉祝華、陳建州、張洛君合作主持 |
| 時間待查              | 宏觀電視   | 《臺灣宏觀粵語新聞》           |                                                                                |

## 播報片段
- YouTube上的2009年5月12日播報『台視晚間新聞』，於2010年10月12日查閱。
- YouTube上的2009年12月22日播報『台視晚間新聞』，於2010年10月12日查閱。

## 外部連結
- 劉麗惠主播電視畫面擷圖
- YouTube上的台視百萬主播召集令 劉麗惠宣傳短片，於2010年10月12日查閱。

| 前任： 李四端 1989年4月24日—1997年1月9日 | 《台視晚間新聞》主播 1997年1月10日─1997年11月21日 （與戴忠仁、葉淑芬、趙心屏輪播） | 繼任： 戴忠仁 1997年1月9日—2000年12月31日 |

| 前任： 石怡潔 2003年1月20日—2004年6月26日 | 《台視晚間新聞》主播 2004年6月28日─2004年10月24日 （和李偉國一起雙主播） | 繼任： 蘇逸洪 2004年10月25日—2007年12月21日 |

| 前任： 蘇逸洪 2004年10月25日—2007年12月21日 | 《台視晚間新聞》主播 2007年12月24日─2009年12月24日 | 繼任： 林益如 2009年12月25日—至今 |